# Jan Těsnohlídek
Jan Těsnohlídek (* 11. dubna 1987, Havlíčkův Brod, Československo) je český spisovatel, básník, vydavatel a redaktor.

## Život
Po gymnáziu K.V. Raise v Hlinsku vystřídal mnohá zaměstnání – pracoval v knihkupectví, v kavárnách, na stavbách jako elektromontér a zedník, v galeriích, ve fastfoodové restauraci, v notářské a advokátní kanceláři atd. Poté, co se přesunul do Prahy, krátce studoval knihovnictví a informační studia na Filozofické fakultě UK. V letech 2012 až 2016 žil v Krakově v Polsku.
Od roku 2008 do roku 2011 byl redaktorem a zástupcem šéfredaktora časopisu pro současnou poezii Psí víno. V roce 2009 založil s Petrem Štenglem nakladatelství Petr Štengl, roku 2011 vlastní nakladatelství JT's. Jeho básně byly přeloženy do angličtiny, němčiny, italštiny, finštiny, polštiny, nizozemštiny, španělštiny a slovinštiny a otištěny v českých i zahraničních časopisech a antologiích. Od roku 2011 je porotcem literární soutěže pro mladé básníky Ortenova Kutná Hora. Je nejmladším členem české sekce PEN klubu. Některé jeho básně byly zhudebněny kapelami Umakart, Lesní zvěř a Bad Karma Boy. S Milanem Kozelkou, jehož některé knihy připravil k vydání a vydal v nakladatelství JT's, inicioval antiprojekt Praha těsto literatury.

## Ocenění
Autor byl oceněn v řadě literárních soutěží pro mladé autory (mimo jiné Ortenova Kutná Hora 2005–2008, Hořovice Václava Hraběte 2006, 2008). Jeho básně byly zařazeny v knize Nejlepší české básně za rok 2009 a 2013 (Host 2009 a 2013). Za svou debutovou sbírku Násilí bez předsudků získal v roce 2010 Cenu Jiřího Ortena. V roce 2010 obdržel od Institutu umění stipendijní měsíční pobyt v Jyväskylä ve Finsku, v roce 2012 obdržel od Vyšehradského fondu stipendium v Krakově v Polsku a od stejné instituce v roce 2016 stipendijní pobyt v Praze.

## Dílo
- Násilí bez předsudků, Psí víno, 2009, ISBN 978-80-904162-5-3 – sbírka básní
- Násilí bez předsudků, 2. vydání, Nakladatelství Petr Štengl, 2009, ISBN 978-80-904162-6-0 – sbírka básní
- Rakovina, JT’s nakladatelství, 2011, ISBN 978-80-905022-1-5 – sbírka básní
- ADA, JT’s nakladatelství, 2012, ISBN 978-80-905022-7-7 - román
- Ještě je co ztratit, JT’s nakladatelství, 2013, ISBN 978-80-905022-8-4 - sbírka básní
- Násilí bez předsudků, 3. vydání, JT’s nakladatelství, 2016, ISBN 978-80-905633-2-2 - sbírka básní
- Hlavně zachraň sebe, JT’s nakladatelství, 2016, ISBN 978-80-905633-4-6 - sbírka básní
- Básně 2005 - 2013, Nakladatelství knihovna Polička, 2017, ISBN 978-80-906832-0-4 - sebrané spisy obsahují sbírky básní Násilí bez předsudků (4. vydání), Rakovina (2. vydání) a Ještě je co ztratit (2. vydání)
- Hranice a zdi, JT’s nakladatelství, 2018, ISBN 978-80-905633-9-1 - sbírka básní
- Hlavně zachraň sebe, 2. vydání, Nakladatelství knihovna Polička, 2018, ISBN 978-80-906832-6-6 - sbírka básní
- Garum, JT’s nakladatelství, 2022 - sbírka básní